# Haemanthus pauculifolius
Haemanthus pauculifolius är en amaryllisväxtart som beskrevs av Deirdré Anne Snijman och A.E.van Wyk. Haemanthus pauculifolius ingår i släktet Haemanthus och familjen amaryllisväxter. Inga underarter finns listade i Catalogue of Life.